# Thalassoascus lessoniae
Thalassoascus lessoniae är en svampart som beskrevs av Kohlm. 1981. Thalassoascus lessoniae ingår i släktet Thalassoascus, klassen Dothideomycetes, divisionen sporsäcksvampar och riket svampar.   Inga underarter finns listade i Catalogue of Life.